# Associació Cultural del Matarranya
Associació Cultural del Matarranyaés una entitat cultural creada a Calaceit el 1989 per iniciativa d'un grup d'intel·lectuals compromesos en la defensa i la promoció de la cultura de la comarca del Matarranya. El seu àmbit d'actuació comprèn tots els municipis catalanoparlants de la província de Terol i les viles de Faió, Maella, Favara i Nonasp de la província de Saragossa.
Les seves finalitats principals són l'estudi i la divulgació de la història, la geografia, la cultura i les tradicions pròpies de la comarca i el suport a la producció cultural, literària i artística dels seus associats. Forma part d'Iniciativa Cultural de la Franja.